# Grand Prix de Denain 1996
La 38e édition du Grand Prix de Denain a eu lieu le 25 avril 1996. Elle a été remportée par le Tchèque Jan Svorada.

## Classement final
Jan Svorada remporte la course en parcourant les 189 kilomètres en 3 h 58 min 27 s à la vitesse moyenne de 47,557 km/h,.
| Classement final, | Classement final,     | Classement final,  | Classement final,        | Classement final,  |
|                   | Coureur               | Pays               | Équipe                   | Temps              |
| ----------------- | --------------------- | ------------------ | ------------------------ | ------------------ |
| 1er               | Jan Svorada           | République tchèque | Panaria-Vinavil          | en 3 h 58 min 27 s |
| 2e                | Michel Cornelisse     | Pays-Bas           | TVM                      | m.t                |
| 3e                | Emmanuel Magnien      | France             | Festina-Lotus            | m.t                |
| 4e                | Giovanni Lombardi     | Italie             | Polti                    | m.t                |
| 5e                | Johan Capiot          | Belgique           | Collstrop-Lystex-Merckx  | m.t                |
| 6e                | Jaan Kirsipuu         | Estonie            | Casino                   | m.t                |
| 7e                | François Simon        | France             | Gan                      | m.t                |
| 8e                | Christophe Leroscouet | France             |                          | + 6 s              |
| 9e                | Thierry Marie         | France             | Agrigel-La Creuse        | m.t                |
| 10e               | Christophe Capelle    | France             | Aubervilliers 93-Peugeot | m.t                |
| modifier          |                       |                    |                          |                    |